# Ернст Едельгофф
Ернст Едельгофф (нім. Ernst Edelhoff; 13 жовтня 1917, Любек — ?) — німецький офіцер-підводник, оберлейтенант-цур-зее резерву крігсмаріне.

## Біографія
15 жовтня 1936 року вступив на флот. З серпня 1942 року — вахтовий офіцер, потім командир корабля 11-ї флотилії мінних тральщиків. З 2 серпня 1942 року — командир корабля 23-ї флотилії мінних тральщиків. З 10 травня по 1 грудня 1943 року пройшов курс підводника, з 2 грудня 1943 по 15 січня 1944 року — курс командира підводного човна. З 5 квітня 1944 року — командир підводного човна U-324, на якому здійснив 1 похід (22-30 березня 1945). 9 травня 1945 року здався британським військам в Бергені. 13 лютого 1947 року звільнений.

## Звання
- Рекрут (15 жовтня 1936)
- Оберматрос резерву (30 вересня 1937)
- Матрос-єфрейтор резерву (1 квітня 1938)
- Боцмансмат резерву (1 червня 1940)
- Боцман резерву (1 грудня 1940)
- Лейтенант-цур-зее резерву (1 жовтня 1941)
- Оберлейтенант-цур-зее резерву (1 липня 1943)

## Нагороди
- Залізний хрест 2-го класу (25 вересня 1941)